# Jaroslav Putík
Jaroslav Putík (25. července 1923 Most – 31. října 2013 Praha) byl český spisovatel. Za druhé světové války se aktivně účastnil protinacistického odboje a následně byl vězněn v koncentračním táboře Dachau. Mezi jeho nejznámější díla patří Muž s břitvou, Smrtelná neděle, Brána blažených či Volný let voliérou.

## Život
Jeho otec byl tesařem. Od roku 1938 se učil modelářem u firmy Otto Hellebrandt v pražské Libni. V roce 1940 se zapojil do odboje, když se stal členem levicové organizace Národní hnutí pracující mládeže. Zatčen byl v roce 1942 a odsouzen ke třem letům vězení, a to za „přípravu velezrady“. Trest si odpykával nejprve ve věznici v Litoměřicích, poté byl převezen do polského Gollnowa, pak do Landsbergu na Lechu, do Berlína a nakonec, na začátku roku 1945, do koncentračního tábora Dachau. Z koncentráku se vrátil vážně nemocný, ale rychle se zotavil.
Po osvobození začal nadšeně podporovat komunistické hnutí, začal se angažovat ve Československém svazu mládeže a také psát do jeho deníku Mladá fronta. V roce 1946 začal studovat novinářskou fakultu Vysoké školy politické a sociální. Absolvoval v roce 1949. V roce 1948 nastoupil jako redaktor Svobodných novin (dříve Lidových). Vedl zahraniční rubriku, posléze byl i zástupcem šéfredaktora. V letech 1951–1953 byl na vojně. Mezitím Svobodné noviny zanikly, a tak nastoupil do Literárních novin, a to na stejný post, vedoucího zahraniční rubriky i zástupce šéfredaktora. V roce 1959 byl však donucen odejít, když se znelíbil polemikou, která se na stránkách novin rozvinula krátce předtím. Nastoupil pak do týdeníku Tvorba a později do časopisu Kulturní tvorba. V roce 1962 publikoval první prózu nazvanou Zeď. Od roku 1964 byl ve svobodném povolání. V roce 1968 se k redigování novin vrátil, když vedl kulturní dvouměsíčník Orientace. Ten byl však v roce 1970 zrušen jako „osmašedesátnický“ projekt a Putík se stal politicky nepohodlným. Až do konce 80. let nesměl publikovat.
Psal poté anonymní anotace do časopisů o výpočetní technice, pod cizím jménem dělal lektora pro nakladatelství Svoboda a Odeon a také překládal z francouzštiny a němčiny, ovšem překlady směly vycházet opět jen pod jmény kolegů, kteří nebyli v nemilosti. V roce 1978 odešel do důchodu. Svůj nejslavnější román Muž s břitvou publikoval v exilovém nakladatelství v Kolíně nad Rýnem v roce 1986. Za své dílo získal několik ocenění, mezi něž patří například Cena Egona Hostovského nebo Cena Českého PEN klubu.

### Próza
- Pod egyptským půlměsícem (1957)
- Svědomí (1959)
- Zeď (1962)
- Indicie (1963)
- Pozvání k soudu (1964)
- Smrtelná neděle (1967)
- Brána blažených (1969)
- Muž s břitvou (1986)
- Volný let voliérou (1990)
- Odysea po česku (1992)
- Proměny mladého muže (1993)
- Plyšový pes (1996)
- Odchod ze Zámku (1998)
- Zvonění na mraky (2000)
- Pohyblivé písky (2004)
- Zlatý pták (2007)

Zápisky
Bláznův polštář (2003)

### Rozhlasové adaptace
V 90. letech 20. století spolupracoval s literární redakcí Českého rozhlasu, pro který pod názvem Pohyblivé písky připravil vyprávění o své tvorbě a o životě.
Některé z povídek ze stejnojmenné sbírky byl zpracovány do rozhlasové podoby:
- Přítel, Experimentum crucis (natočeno 2001), v režii Ivana Chrze čte Jiří Plachý
- Feromon (natočeno 2001), v režii Vlada Ruska čte Bořivoj Navrátil
- Uvolni hrdlo. Zpívej! (natočeno 2001), v režii Markéty Jahodové čte Miloš Hlavica
- Zelený lučištník (natočeno 2002), v režii Vlada Ruska čte Jan Novotný
- Žlutá skvrna (natočeno 2004), v režii Dimitrije Dudíka čte Stanislav Zindulka